# Margaret Matthews
Margaret Rejean Matthews (verheiratete Wilburn; * 5. August 1935 in Griffin, Georgia) ist eine ehemalige US-amerikanische Sprinterin und Weitspringerin.
Bei den Olympischen Spielen 1956 in Melbourne schied sie im Weitsprung in der Qualifikation aus, gewann aber in der 4-mal-100-Meter-Staffel mit der US-Mannschaft in der Besetzung Mae Faggs, Matthews, Wilma Rudolph und Isabelle Daniels die Bronzemedaille.
1959 gewann sie bei den Panamerikanischen Spielen in Chicago im Weitsprung die Silbermedaille.
1958 wurde sie mit ihrer persönlichen Bestleistung von 11,1 s US-Meisterin über 100 Yards. Im Weitsprung holte sie dreimal den nationalen Titel (1956–1958). Sie stellte vier nationale Rekorde in dieser Disziplin auf, zuletzt mit 6,18 m am 6. August 1958 in Budapest.
Margaret Matthews graduierte an der Tennessee State University. Ihr Sohn Barry Wilburn war als professioneller American-Football-Spieler erfolgreich.